# Wake County
Wake County ist ein County im Bundesstaat North Carolina der Vereinigten Staaten. Der Verwaltungssitz (County Seat) ist Raleigh, das nach Sir Walter Raleigh benannt wurde, einem englischen Seefahrer, Entdecker und Schriftsteller sowie Günstling der englischen Königin Elisabeth I.

## Geographie
Das County liegt etwas nordöstlich des geographischen Zentrums von North Carolina und hat eine Fläche von 2220 Quadratkilometern, wovon 66 Quadratkilometer Wasserfläche sind. Es grenzt im Uhrzeigersinn an folgende Countys: Granville County, Franklin County, Johnston County, Harnett County, Chatham County, Durham County und Nash County.
Wake County ist in 20 Townships aufgeteilt: Bartons Creek, Buckhorn, Cary, Cedar Fork, Holly Springs, House Creek, Leesville, Little River, Marks Creek, Meredith, Middle Creek, Neuse, New Light, Panther Branch, Raleigh, St. Mary’s, St. Matthew’s, Swift Creek, Wake Forest und White Oak.

## Geschichte
Wake County wurde 1771 aus Teilen des Cumberland County, Johnston County und Orange County gebildet. Benannt wurde es nach Margaret Wake, der Ehefrau des Gouverneurs William Tryon.

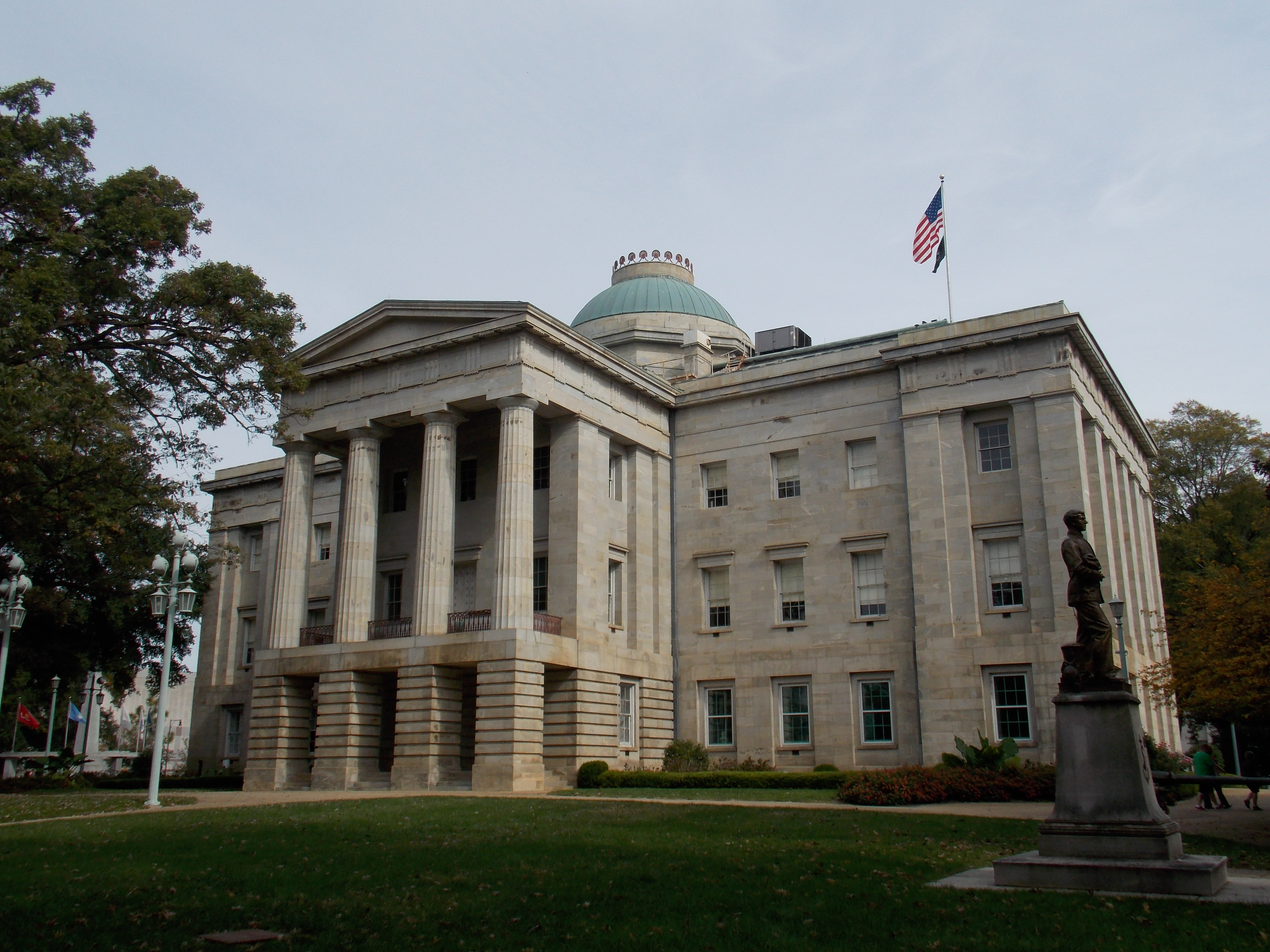
North Carolina State Capitol (2015)

Im County liegen drei National Historic Landmarks, das North Carolina State Capitol, die Christ Episcopal Church und das Josephus Daniels House. 215 Bauwerke und Stätten des Countys sind insgesamt im National Register of Historic Places eingetragen (Stand 17. März 2018).

## Demografische Daten
Nach der Volkszählung im Jahr 2000 lebten im Wake County 627.846 Menschen in 242.040 Haushalten und 158.778 Familien. Die Bevölkerungsdichte betrug 291 Einwohner pro Quadratkilometer. Ethnisch betrachtet setzte sich die Bevölkerung zusammen aus 72,40 Prozent Weißen, 19,72 Prozent Afroamerikanern, 0,34 Prozent amerikanischen Ureinwohnern, 3,38 Prozent Asiaten, 0,03 Prozent Bewohnern aus dem pazifischen Inselraum und 2,48 Prozent aus anderen ethnischen Gruppen; 1,64 Prozent stammten von zwei oder mehr Ethnien ab. 5,41 Prozent der Bevölkerung waren spanischer oder lateinamerikanischer Abstammung.
Von den 242.040 Haushalten hatten 34,0 Prozent Kinder unter 18 Jahren, die bei ihnen lebten. 52,5 Prozent davon waren verheiratete, zusammenlebende Paare, 9,8 Prozent waren allein erziehende Mütter und 34,4 Prozent waren keine Familien. 25,7 Prozent waren Singlehaushalte und in 5,1 Prozent lebten Menschen mit 65 Jahren oder älter. Die Durchschnittshaushaltsgröße betrug 2,51 und die durchschnittliche Familiengröße war 3,06 Personen.
25,1 Prozent der Bevölkerung waren unter 18 Jahre alt. 10,7 Prozent zwischen 18 und 24 Jahre, 36,5 Prozent zwischen 25 und 44 Jahre, 20,4 Prozent zwischen 45 und 64, und 7,4 Prozent waren 65 Jahre alt oder Älter. Das Durchschnittsalter betrug 33 Jahre. Auf alle weibliche Personen kamen 98,4 männliche Personen. Auf alle Frauen im Alter von 18 Jahren oder darüber kamen 96,5 Männer.
Das jährliche Durchschnittseinkommen eines Haushalts betrug 54.988 $ und das jährliche Durchschnittseinkommen einer Familie betrug 67.149 $. Männer hatten ein durchschnittliches Einkommen von 44.472 $ gegenüber den Frauen mit 31.579 $. Das Prokopfeinkommen betrug 27.004 $. 7,8 Prozent der Bevölkerung und 4,9 Prozent der Familien lebten unterhalb der Armutsgrenze. 8,6 Prozent von ihnen sind Kinder und Jugendliche unter 18 Jahre und 8,9 Prozent sind 65 Jahre oder älter.